# Rahtmannscher Streit
Der Rahtmannsche Streit war eine theologische Auseinandersetzung in der lutherischen Orthodoxie des 17. Jahrhunderts. In dieser Auseinandersetzung wurde die lutherische Lehre von der Heiligen Schrift entwickelt und das Verhältnis von Schriftwort und Heiligem Geist geklärt.

## Historischer Hintergrund

### Vorgeschichte
In der wichtigen Handelsstadt Danzig gab es um 1600 ein breites Spektrum an konfessioneller Vielfalt. Im Stadtrat gab es einen erheblichen Einfluss reformierter Ratsfamilien, das deutsche Bürgertum war zum größten Teil lutherisch, die einfache polnische Bevölkerung und der Landadel der Umgebung meist katholisch. Dies führte mitunter zu Auseinandersetzungen.
1617 wurde mit Dr. Johannes Corvinus ein angriffslustiger Mecklenburger Theologe in das Amt des ersten Pfarrers von St. Marien und Senior des geistlichen Ministeriums bestellt, der die konfessionellen Gewichte in der Folgezeit verändern sollte. Als erstes begann er Auseinandersetzungen mit reformierten Ansichten und Praktiken. Er empfahl seiner Gemeinde., die Gemeinschaft mit Calvinisten zu meiden und diese nicht mehr zu Taufpaten zu nehmen. Auf konkrete Anfragen von Amtskollegen stellte sich dabei mindestens eine falsche Kenntnis reformierter Theologie heraus.

### Rathmannscher Streit
Als Nächstes beschuldigte er seine lutherischen Amtskollegen Hermann Rathmann und Daniel Dilger, die Ansichten von Johann Arndt von der Kanzel vertraten, der Irrlehre. Von diesen wurden daraufhin Gutachten von evangelischen Fakultäten und einzelnen Theologen eingeholt, die alle die allgemeine Rechtmäßigkeit von dessen Schrift bestätigten, wenn auch teilweise mit einigen Bedenken.
1621 veröffentlichte Hermann Rathmann die Schrift „Jesu Christi, des Königs aller Könige und Herrn aller Herren Gnadenreich“, in denen dieser unter anderem die Auffassung vertrat, dass zum Wirken des Wortes in der Heiligen Schrift die Gnadengabe des Heiligen Geistes nötig sei, und diese sogar über das geschriebene Wort zu stellen sei. Nun war dies der Anstoß für weitere Aktivitäten von Johannes Corvinus. Er forderte von mehreren Fakultäten Gutachten und legte dazu elf Fragen bei, in denen er auf einzelne Formulierungen hinwies, die seiner Meinung nach zu hinterfragen wären. Dabei verzichtete er auf vorherige Schritte, die in solchen Fällen eigentlich üblich waren: auf ein Gespräch mit dem Beschuldigten, sowie auf eine Disputation im lokalen Rahmen, also vor dem Stadtrat, um diese Fragen zuerst zu erörtern. Dieses machte Hermann Rathmann und seine Unterstützer ärgerlich, die von der Richtigkeit ihrer theologischen Ansichten überzeugt waren. Es bildeten sich zwei Lager, die sich in den folgenden Jahren vielfach schriftlich miteinander auseinandersetzten. Die Gutachten von vier Universitäten unterstützten Corvinus darin, dass in der Schrift von Rathmann abweichende Lehren vertreten würden, nur die Universität Rostock fand dessen Ansichten mit der lutherischen Lehre vereinbar und mahnten zum friedlichen Umgang.
1626 wurde Hermann Rathmann von der Marienkirche an die Katharinenkirche versetzt, 1628 starb er.
Damit wurde dem Streit die Zuspitzung genommen. Die verbliebenen Theologen einigten sich in den folgenden Jahren auf Kompromissformulierungen. 1630 wurden die Auseinandersetzungen nach mehreren Gesprächen offiziell beendet.

### Weitere Entwicklung
Johann Gerhard, der führende Vertreter der lutherischen Orthodoxie, verfasste 1626 eine Positionierung zu diesem Thema. Auch weitere Theologen äußerten sich in den folgenden Jahrzehnten zu diesem Grundproblem lutherischer Orthodoxie.

## Theologische Positionen

### Hermann Rathmann
Die Ansichten von Hermann Rathmann waren stark von Johann Arndts Wahrem Christentum beeinflusst. Dieser maß dem Wirken des Heiligen Geistes eine große Bedeutung zu.
In seiner Schrift von 1621 schrieb Rathmann, den biblischen Autoren sei der Heilige Geist so unmittelbar gegeben worden, dass sie die Bibel irrtumslos niedergeschrieben hätten. Das Wort selber habe aber keine glaubenweckende Kraft in sich, sondern auch der Leser müsse zunächst unabhängig vom Schriftwort ebenfalls vom Heiligen Geist erfüllt werden, damit er es versteht und das Wort in ihm wirkt.
Nach seinem Tod distanzierten sich seine Unterstützer von einigen extremen Formulierungen, bejahten aber weiterhin die Grundaussagen dieser theologischen Auffassung.

### Lutherische Orthodoxie
Die lutherisch orthodoxe Theologie geht von der Wirksamkeit der Schrift ohne weitere Vorbedingungen aus.
Das Wort sei nicht wie eine Axt, der die Kraft erst im Gebrauch hinzugegeben werden müsse, sondern wie das gebackene Brot bereits die Kraft in sich hat, den Hunger zu stillen, so trage auch das von außen kommende Wort die Kraft, Glauben zu wecken bereits in sich selbst. Wort und Geist dürfen danach nicht auseinandergerissen werden, das „innere Wort“ nicht über das „äußere“ Wort gestellt werden.
Durch die Auseinandersetzungen wurden diese Positionen in den folgenden Jahrzehnten festgeschrieben.
Der Rahtmannsche Streit trug dazu bei, dass die „Lehre von der Heiligen Schrift“ zu einem eigenen Lehrstück in deren dogmatischen Werken wurde.

## Theologische Bedeutung
Bis heute hängt die Frage nach der Berechtigung einer wissenschaftlichen Exegese der biblischen Schriften daran, welcher Position im Rahtmannschen Streit man folgt: Wenn die Schrift nur von „Geistbegabten“ verstanden werden kann, dann ist der Willkür bei der Auslegung die Tür geöffnet und die wissenschaftliche Untersuchung biblischer Texte sinnlos. Wirkt der Geist aber durch das Wort und nicht unabhängig davon, dann wird die möglichst genaue Bemühung um den auch historisch korrekten Wortsinn der Bibeltexte zu einer theologisch notwendigen Aufgabe.